# 薛顿贺尔大学怀特海德学院
薛顿贺尔大学怀特海德外交与国际关系学院（School of Diplomacy and International Relations），坐落在新泽西州南桔市,是美國薛顿贺尔大学从事国际事务的专业学院。怀特海德学院以前副国务卿和高盛董事长，慈善家约翰·怀特海德的名字命名。
薛顿贺尔大学拥有一百五十多年历史，是美国最古老的天主教大学之一，被卡耐基教学促进基金会评定为拥有博士授予权的研究型学府。同时，怀特海德学院也是美国国际事务专业学院协会（APSIA）的附属会员。

## 学位设置
怀特海德学院提供外交与国际关系本科学士学位和研究生硕士学位。

### 学士学位
本科学士学位的课程设置十分密集，涵盖了国际关系、历史、经济和伦理学等各个方面。此外，学生必须熟练掌握一门外语才能获得相应的辅修课程证明。作为课程的一部分，所有的学生都需要完成相关的专业实习。

### 硕士学位
研究生硕士学位的学习时间是两年。学生可以选择论文或者研究计划作为自己毕业答辩的方式。学生需要在此阶段选择两个不同的专业方向。怀特海德学院的教授均拥有博士学位，并且是所从事领域的专家。学院会根据学生的专业方向为学生指派导师。而且，由于学院希望学生拥有较强的经济学背景，因此所有的学生都需要完成一系列的经济学课程。所有的研究生同样需要完成与专业有关的实习。
怀特海德学院还与其他学院合作，提供硕士双学位的教育。

## 双学位
- 外交/法学双硕士（法学院）
- 外交/工商管理双硕士（商学院）
- 外交/公共管理双硕士（文理学院）
- 外交/亚洲研究双硕士（文理学院）
- 外交/战略传媒双硕士（文理学院）

## 外部連結
- 怀特海德外交与国际关系学院 （页面存档备份，存于）